# Esquí de fons als Jocs Olímpics d'hivern de 1936 - 50 quilòmetres
Als Jocs Olímpics d'Hivern de 1936 celebrats a la ciutat de Garmisch-Partenkirchen (Alemanya) es disputà una prova d'esquí de fons en categoria masculina sobre una distància de 50 quilòmetres. La prova es disputà el dia 15 de febrer de 1936 a les instal·lacions de Garmisch-Partenkirchen.

## Comitès participants
Hi participaren un total de 36 esquiadors de fons d'11 comitès nacionals diferents.
| - Alemanya (4) - Estats Units (4) - Estònia (1) - Finlàndia (4) |  | - Itàlia (4) - Iugoslàvia (4) - Japó (2) - Noruega (4) |  | - Polònia (1) - Suècia (4) - Txecoslovàquia (4) |

## Resum de medalles
| Or           | Argent        | Bronze            |
| Elis Wiklund | Axel Wikström | Nils-Joel Englund |

## Resultats
La prova fou dominada des del principi fins a la seva fi pels esquiadors suecs, que finalitzaren en les cinc primers posicions.
| Posició | Competidor          | Temps   |
| ------- | ------------------- | ------- |
| 1       | Elis Wiklund        | 3'30:11 |
| 2       | Axel Wikström       | 3'33:20 |
| 3       | Nils-Joel Englund   | 3'34:10 |
| 4       | Hjalmar Bergström   | 3'35:50 |
| 5       | Klaes Karppinen     | 3'39:33 |
| 6       | Arne Tuft           | 3'41:18 |
| 7       | Frans Heikkinen     | 3'42:44 |
| 8       | Pekka Niemi         | 3'44:14 |
| 9       | Cyril Musil         | 3'46:12 |
| 10      | Franc Smolej        | 3'47:40 |
| 11      | Trygve Brodahl      | 3'50:14 |
| 12      | Kaare Hatten        | 3'50:37 |
| 13      | Giovanni Kasebacher | 3'53:08 |
| 14      | Kalle Heikkinen     | 3'54:25 |
| 15      | Jan Svatoš          | 3'5433  |
| 16      | Vincenzo Demetz     | 3'56:47 |
| 17      | Tobia Senoner       | 3'57:16 |
| 18      | Karl Satre          | 3'58:45 |
| 19      | Vladimír Novák      | 3'59:08 |
| 20      | Lovro Žemva         | 3'59:13 |
| 21      | Leon Knap           | 3'59:17 |
| 22      | Giacomo Scalet      | 4'01:54 |
| 23      | Vello Kaaristo      | 4'02:52 |
| 24      | Matthias Wörndle    | 4'03:33 |
| 25      | Fritz Gaiser        | 4'05:44 |
| 26      | Stanisław Karpiel   | 4'06:26 |
| 27      | Birger Torrissen    | 4'07:44 |
| 28      | Hiroshi Tadano      | 4'10:23 |
| 29      | Richard E. Parsons  | 4'11:08 |
| 30      | Josef Ponn          | 4'13:12 |
| 31      | Lado Senčar         | 4'20:20 |
| 32      | Erich Marx          | 4'25:48 |
| 33      | Nils Backstrom      | 4'29:30 |
| 34      | Tadao Okayama       | 4'30:28 |
| –       | Per Samuelshaug     | NF      |
| –       | Lukáš Mihalák       | NF      |